# 아부라메 시노

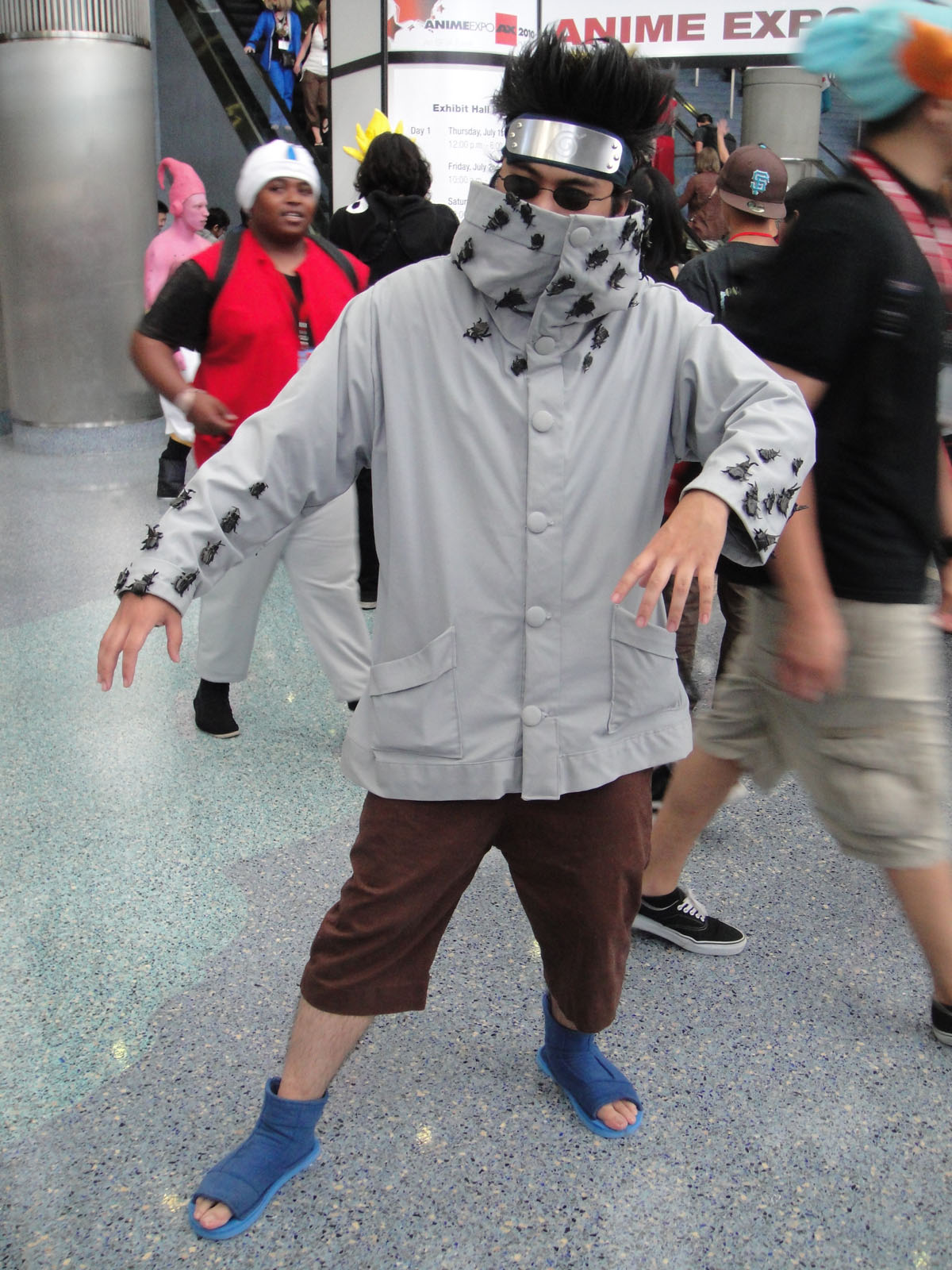
코스프레 모습

아부라메 시노(油女シノ)는 만화 《나루토》의 등장인물이다.
성우: 카와다 신지 / 서윤선
상급닌자 유우히 쿠레나이가 담당하고 있는 제8반의 닌자이다. 아부라메 일족의 일원으로, 아부라메 시비의 아들이다. 일족의 비술인 기괴충을 이용한 인술을 사용한다. 냉정하고 조용하며 침착한 성격을 지녔다. 하지만 의외로 친구들 사이에서 기분 나쁜 녀석으로 불리고 존재감이 없는 것에 대해 신경쓰고 토라지기도 한다. 실력이 뛰어난 닌자이다. 벌레를 좋아하며 몸 곳곳에 벌레가 있다.